# Ulysses Davis
Ulysses Davis (South Amboy, 5 novembre 1872 – Chicago, 1º ottobre 1924) è stato un regista e sceneggiatore statunitense del cinema muto.

## Biografia
Ulysses Davis nacque il 5 novembre 1872 nel New Jersey, a South Amboy. Iniziò a lavorare nel cinema nel 1911 dirigendo The Old Man and Jim ispirato a una poesia di James Whitcomb Riley, un cortometraggio prodotto da Mark M. Dintenfass che aveva stabilito la sua casa di produzione, la Champion Film Company, a Fort Lee, nel New Jersey.
Nella sua carriera, durata fino al 1916, Davis diresse una novantina di film. Morì a Chicago il 1º ottobre 1924 e fu sepolto a Forest Park, nell'Illinois.

## Filmografia
- The Old Man and Jim (1911)
- Out of the Dark (1911)
- Molly Pitcher (1911)
- The Fighting Rev. Caldwell (1911)
- The Copperhead (1911)
- The Saving of Dan (1911)
- The Coward's Flute (1911)
- The Blood of the Poor (1912)
- Love That Never Fails (1912)
- The Brute (1912)
- A Divided Family (1912)
- For Her Father's Sake (1912)
- The Merchant Mayor of Indianapolis (1912)
- Wrongly Accused (1912)
- Kid Canfield (1912)
- Francine (1914)

- The Kiss (1914)

- The Horse Thief - cortometraggio (1914)

- The Game of Life (1915)
- Almost a Hero (1915)

- The White Scar, co-regia di Hobart Bosworth (1915)

- The Iron Hand (1916)